# Velkolom Čertovy schody
Velkolom Čertovy schody, akciová společnost je společnost se sídlem v Tmani, jehož hlavní činností je těžba vápence pro Vápenku Čertovy schody.

## Historie
V okolí Koněprus bylo od 70. let 19. století v provozu několik vápencových lomů zásobujících surovinou cementárny a vápenice nacházející se v Berouně a v Králově Dvoře. Po skončení druhé světové války byly v roce 1946 lomy i vápenky znárodněny a začleněny pod národní podnik Králodvorské cementárny. Investiční úkol – „výstavba Vápenky Čertovy schody a otvírka Velkolomu Čertovy schody“ – byl zahájen v 50. letech 20. století. Výsledkem jeho řešení bylo uvedení velkolomu i vápenky do plného provozu od roku 1962. Současně s tímto termínem byl zahájen útlum těžby v ostatních lomech. Vápenka Čertovy schody i Velkolom Čertovy schody byly až do sametové revoluce v Československu součástí národního podniku Králodvorské cementárny a spadaly pod jeho vedení. V roce 1991, po privatizaci společnosti Králodvorské cementárny n.p., vznikla k 6. srpnu 1991 akciová společnost Velkolom Čertovy schody. (Králodvorské cementárny n.p. se stal vlastnictvím společnosti Heidelbergcement.) Vápenka Čertovy schody byla po pádu komunismu v Československu v roce 1989 zprivatizována Společností Lhoist.